# 3259 Brownlee
3259 Brownlee è un asteroide della fascia principale. Scoperto nel 1984, presenta un'orbita caratterizzata da un semiasse maggiore pari a 3,1610496 UA e da un'eccentricità di 0,1296359, inclinata di 15,51775° rispetto all'eclittica.